# Radischtschew-Kunstmuseum

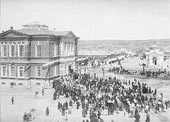
Eröffnung des Radischtschew Museums in Saratow

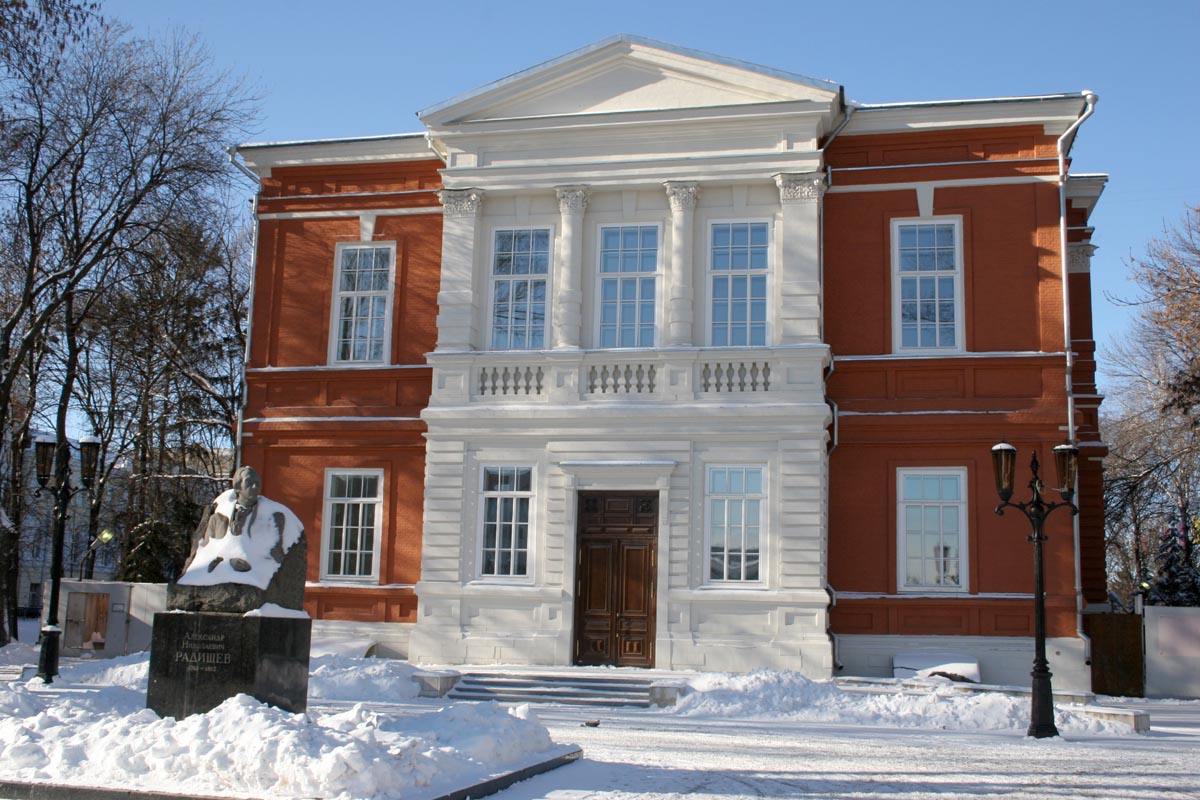
Das Radischtschew-Kunstmuseum heute

Das Radischtschew-Kunstmuseum (russisch Радищевский музей) ist ein Kunstmuseum in der russischen Stadt Saratow. Das Museumsgebäude selbst, ist eins der Wahrzeichen der Stadt und ist von dem russlanddeutschen Architekten I.W.Strom projektiert worden.

## Geschichte
Das Museum wurde 1878 von Alexei Petrowitsch Bogoljubow gegründet und nach seinem Großvater, dem russischen Schriftsteller und Philosophen Alexander Nikolajewitsch Radischtschew benannt. Es war damals die erste bedeutende russische Gemäldegalerie außerhalb Moskaus und Sankt Petersburg und darüber hinaus  war es das erste Kunstmuseum in Russland, welches seine Tore jeweils sieben- und fünfzehn Jahre früher als die Tretjakow-Galerie und das Puschkin-Museum öffnete. Heute gilt es mit seinen mehr als 20.000 Werken als eines der größten Museen für russische Kunst.

## Sammlung
Den Schwerpunkt der Sammlung bilden russische Kunstwerke des 19. und 20. Jahrhunderts. Daneben gibt es eine permanente Ausstellung, die sich mit der Malerei, Grafiken, Skulpturen und dem Kunsthandwerk des 15. bis 19. Jahrhunderts in Russland beschäftigt. Das Museum verfügt über eine umfangreiche Sammlung von Gemälden russischer und internationaler Maler, Grafiken, Skulpturen, Ikonen, Bücher und Manuskripte. Darunter befinden sich über 200 Werke von Bogoljubow sowie Werke von Alexander Iwanow, Alexander Benois, Wiktor Wasnezow, Iwan Kramskoi, Wassili Polenow, Nikolai Ge, Karl Brjullow, Iwan Schischkin, Konstantin Korowin, Alexei Sawrassow, Ilja Repin, Isaak Lewitan, Wassili Surikow, Wladimir Makowski, Michail Wrubel, Iwan Aiwasowski, Martiros Sarjan, Boris Kustodijew und Nicholas Roerich und weiteren bekannten Malern. 